# Guioa rhoifolia
Guioa rhoifolia är en kinesträdsväxtart som först beskrevs av Asa Gray, och fick sitt nu gällande namn av Ludwig Radlkofer. Guioa rhoifolia ingår i släktet Guioa och familjen kinesträdsväxter. Inga underarter finns listade i Catalogue of Life.